# زرنان (ازنا)
زرنان (ازنا) یکی از روستاهای استان لرستان است که در بخش جاپلق شهرستان ازنا واقع شده است.

## جمعیت
این روستا در دهستان جاپلق غربی قرار دارد و براساس سرشماری مرکز آمار ایران در سال ۱۳۸۵، جمعیت آن ۶۴۷ نفر (۱۴۱خانوار) بوده است و در سرشماری مرکز آمار ایران در سال ۱۳۹۵، جمعیت آن ۵۴۵ نفر بوده است.

## تاریخ
بنیان گذاران این روستا ارامنه بوده که در دوره صفویه زمان شاه اسماعیل وارد ایران شدند که به یاد روستای خود در ارمنستان نام آن را زرنه یا زرنان گذاشتند و تا پایان حکومت پهلوی کلیسای آنان در روستا پابرجا بود. و به هنگام پادشاهی شاه عباس ترک ها از آذربایجان و گرجی ها از گرجستان به این روستا و دیگر نقاط ازنا تبعید شدند. از دودمان ارمنی میتوان به زاکاریان، ساریان، کارداشیان، گریگوریان، ملیکیان و هایراپتیان اشاره کرد، خاندان ملکی و ملک زاده از آذریها و خاندان مسیتاشویلی، توازیاشویلی، زوبیتاشویلی و بریاشویلی از خانواده های گرجی بودند که در این روستا ساکن شدند.
این روستا دارای چندین قنات رشته بوده‌است که در حال حاصر ۲ رشته آن دارای آب می‌باشد و مزارع زیر دست را مشروب می‌نمایند. با توجه به مراتع غنی و کوه‌های اطراف روستا، دامداری به عنوان منبع مهم درآمد ساکنین روستا محسوب می‌شود. باغات انگور این روستا در زمان حضور ارامنه و آذری ها احداث شدند و یکی از مرغوبترین انگورایران در این روستا تولید می‌شود. در این روستا خانه‌هایی با قدمت جندین ساله وجود دارد. از جمله مناطق دیدنی این روستا می‌توان قبرستان ارامنه، قنات‌ها، خانه‌های قدیمی و قلادز را نام برد. در خصوص قلعه قلادز مورخان بیان می‌کند که قدمت آن به دوران ساسانی بازمی‌گردد. از محصولات کشاورزی می‌توان گندم، جو، صیفی جات و حبوبات را نام برد.
روستای زیبای زرنان در موقعیت جغرافیای خاصی قرار گرفته که توسط چهار کوه بسیار زیبا و با صلابت احاطه گردیده(کوه بیسیم،سفید کوه،قلادز و یک کوه دیگر) که نمای زیبا و منحصر بفردی به خود اختصاص داده بگونه ای که بهترین نمای همه این چهار کوه فقط از زرنان قابل رویت است.
از امکانات روستای زرنان  میتوان گفت که دارای دفتر دهیاری، پایگاه بسیج،یک مدرسه ابتدایی و یک مدرسه راهنمایی، خانه بهداشت، نانوایی، چندین فروشگاه مواد غذایی، آرایشگاه  مردانه و زنانه می باشد.
خاک روستای زرنان بسیار حاصلخیز بوده و مناسب کشت های متنوعی از جمله غلات، سیفی جات، انواع باغات میوه، زعفران و ... می باشد. روستای زرنان در گذشته نچندان دور از فضای سبز بسیار متنوع و دلنشین و حائز اهمیتی برخوردار بود که هرکس زاده این آب و خاک بود در هر نقطه ای از ایران عزیز که زندگی می کرد را وسوسه به ملاقات خود می نمود، اما متاسفانه طی سالهای متمادی گذشته با توجه به عواملی چون خشکسالی و نامهربانی عده قلیلی از مردم مقدار زیادی از آن فضای سبز به ورطه نابودی کشیده شد و چهره زیبای روستا را نازیبا نموده که خود جای بسی تاٌمل دارد. اما با توجه به همه این اتفاقات، قلب زادگان این روستا در هر پست و مقام و در هر نقطه ای از این کره خاکی که قرار دارد به یاد ولایتشان می تپد و همیشه دیدار را با خاک اجدادی خود را تجدید می نمایند.